# 북부군 (이스라엘)

북부군(히브리어: פִּקּוּד צָפוֹן, Pikud Tzafon, 축약어: Patzan)는 이스라엘 방위군의 지역 사령부이다. 사페드에 본부가 있는 이 사령부는 헤르몬산과 네타냐 사이에 위치한 모든 부대를 책임지고 있다. 북부군의 임무는 시리아와 레바논과의 이스라엘 북부 국경을 보호하는 것이다.

## 지휘관
- 모셰 다얀
- 이츠하크 라빈
- 다비드 엘라자르
- 가비 아슈케나지
- 베니 간츠

## 같이 보기
- 이츠하크 라빈
- 제파트
- 이스라엘 방위군